# Oberhaunstadt
Oberhaunstadt ist ein Ortsteil und Stadtbezirk der oberbayerischen Stadt Ingolstadt.

## Lage
Der Stadtbezirk im Nordosten der Stadt umfasst eine Fläche von 553,1 ha und hat 5641 Einwohner (31. Dezember 2017). Die bis dahin selbständige Gemeinde Oberhaunstadt (mit den Gemeindeteilen Oberhaunstadt und Unterhaunstadt) wurde am 1. Juli 1972 nach Ingolstadt eingemeindet.
Eine „natürliche“ Grenze im Süden bildet der Augraben, ein kleiner Bach, der Oberhaunstadt zum Bezirk Nordost hin abgrenzt. Im Osten befindet sich eine größere Gunvor – Raffinerie, die durch die Bundesautobahn 9 vom übrigen Ort abgegrenzt wird. Von örtlicher Bedeutung ist die 2003 errichtete Ballspielhalle, in der auch der Lokalverein TSV Ober- und Unterhaunstadt trainiert.

## Geschichte
Das Gebiet um Oberhaunstadt war bereits in der Antike bäuerlich besiedelt, wie unter anderem eine in der Nähe auf einem Acker liegende Villa Rustica aus dem 3. Jahrhundert n. Chr. zeigt.
Nach Haunstadt war ein niederadeliges Geschlecht benannt, dem der Eichstätter Bischof Friedrich I. von Haunstadt angehörte.
Oberhaunstadt besaß mit der gleichnamigen Station einen Eisenbahnanschluss an der Bahnstrecke Ingolstadt–Riedenburg. Personenverkehr bestand zwischen dem 1. Mai 1903 und der endgültigen Betriebseinstellung am 28. Mai 1972.

## Religion
Wie fast ganz Ingolstadt zum Bistum Eichstätt gehörend, ist die örtliche katholische Pfarrei St. Peter für die rund 2950 Katholiken vor Ort zuständig.

## Wirtschaft
Größter Arbeitgeber ist die Brauerei Nordbräu Ingolstadt.